# Ithaca (Nebraska)
Ithaca è un villaggio (village) degli Stati Uniti d'America della contea di Saunders nello Stato del Nebraska. La popolazione era di 148 abitanti al censimento del 2010. Anche se è un piccolo villaggio, Ithaca ha attirato diversi abitanti di rilievo nell'area circostante. Essendo vicino ad Omaha e Lincoln lo ha reso una posizione eccellente per gli abitanti più ricchi per costruire case nel paesino.

## Geografia fisica
Ithaca è situata a 41°09′37″N 96°32′23″W (41.160392, -96.539861).
Secondo lo United States Census Bureau, ha un'area totale di 0,23 mi² (0,60 km²).

## Storia
Ithaca venne fondata nel 1866. Deve il suo nome all'omonima città nello Stato di New York, da dove proveniva il primo colono.

## Società

### Evoluzione demografica
Secondo il censimento del 2010, la popolazione era di 148 abitanti.

### Etnie e minoranze straniere
Secondo il censimento del 2010, la composizione etnica del villaggio era formata dal 93,9% di bianchi, lo 0,0% di afroamericani, il 4,1% di nativi americani, lo 0,0% di asiatici, lo 0,0% di oceanici, il 2,0% di altre razze, e lo 0,0% di due o più etnie. Ispanici o latinos di qualunque razza erano l'8,1% della popolazione.